# أ. هاميلتون غيبس
أ. هاميلتون غيبس (بالإنجليزية: A. Hamilton Gibbs)‏ (9 مارس 1888، لندن في المملكة المتحدة - 1964، بوسطن في الولايات المتحدة)؛ روائي بريطاني-أمريكي.

## روابط خارجية
- أ. هاميلتون غيبس على موقع IMDb (الإنجليزية)